# 職業訓練指導員 (自動車車体整備科)
職業訓練指導員 (自動車車体整備科)（しょくぎょうくんれんしどういん じどうしゃしゃたいせいびか）は、職業訓練指導員免許のうちの1つ。厚生労働省管轄。

## 受験資格
職業訓練指導員免許の受験資格と試験免除を参照。
自動車車体整備科においては、自動車車体整備士（自動車整備士技能検定規則）の技能検定の合格証書を有する者は、「実技」、「系基礎学科」、「専攻学科」の各試験が免除され、「指導方法」の学科試験のみでよい。また、1級四輪自動車整備士、2級ガソリン自動車整備士、2級ジーゼル自動車整備士、2級三輪自動車整備士の所有者は、自動車整備（内燃機関を除く。）の「実技」、「系基礎学科」、車枠及び車体整備法を除く「専攻学科」の各試験が免除される。

## 試験科目
学科試験
1. 指導方法（職業訓練原理、教科指導法、訓練生の心理、生活指導及び職業訓練関係法規）
2. 関連学科

- 系基礎学科
  - 自動車工学（自動車、内燃機関、シャシ、電気及び電子装置、車体、燃料及び潤滑油）
  - 材料（自動車用材料）
  - 安全衛生（安全管理、衛生管理）
  - 関係法規（道路運送車両法）
- 専攻学科
  - 自動車整備法（整備法、検査法、整備及び検査機器）
  - 車枠及び車体整備法（整備法、検査法、整備及び検査機器）

実技試験
1. 自動車整備（内燃機関を除く。）
2. 車枠及び車体整備